# Martin XB-51
Martin XB-51 byl trojmotorový proudový bitevní letoun vyvinutý americkou společností Glenn L. Martin Company. Celkem byly postaveny dva prototypy letounu. První prototyp poprvé vzlétl roku 1949. Přestože zkoušky letounu byly úspěšné, americké letectvo v roce 1951 upřednostnilo britský bombardér English Electric Canberra, neboť byl okamžitě k dispozici. Přestože se ve vývoji XB-51 nepokračovalo, oba prototypy byly do roku 1956 využívány ke zkouškám na Edwardsově letecké základně. Oba byly zničeny při haváriích způsobených pilotní chybou. XB-51 byl první americký letoun s ocasními plochami ve tvaru T.

## Vývoj

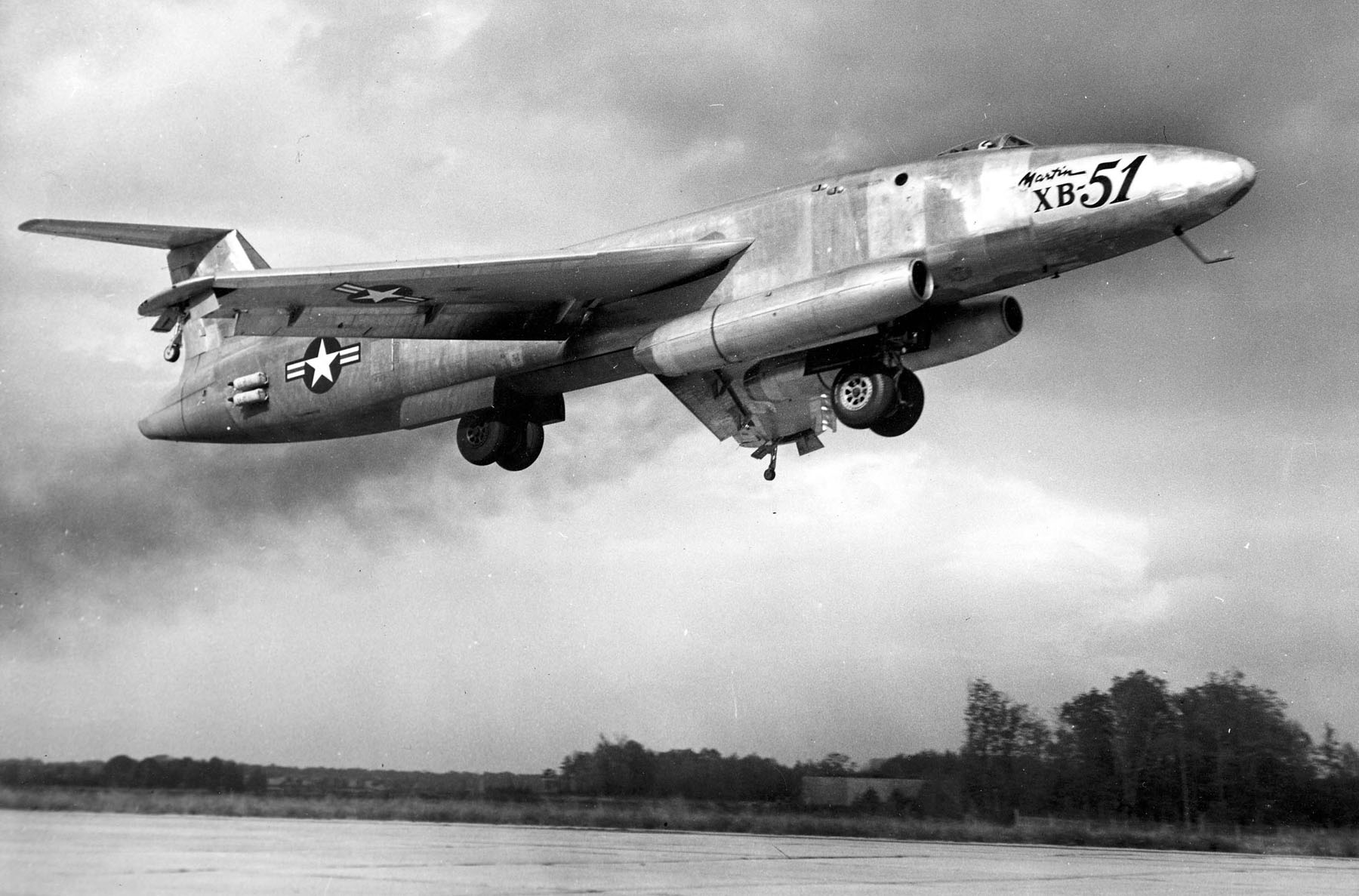
XB-51 během přistání

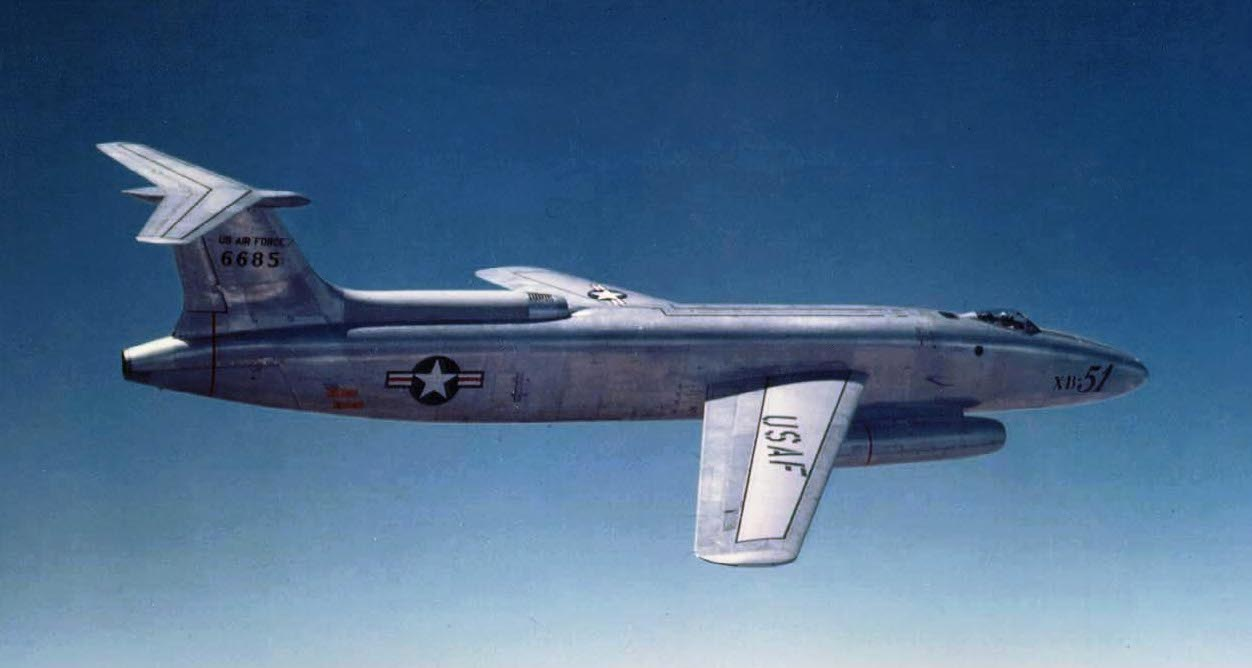
XB-51 za letu

V roce 1946 vydalo americké armádní letectvo specifikaci V-8237-1 pro vývoj nástupce lehkého bombardéru Douglas A-26 Invader. Společnost Martin na jejich základě navrhla typ Model 234 (XA-45) poháněný kombinací pístových a proudových motorů. V následujícím roce byla zrušena kategorie útočných letounů (A) a označení letounu bylo změněno na XB-51. Mezi hlavní úkoly letounu patřilo bombardování v malých výškách a poskytování letecké podpory pozemním jednotkám. Finální podoba XB-51 představovala čistě proudový neortodoxní stroj, v jehož konstrukci byla uplatněna řada moderních prvků (šípové křídlo s měnitelným úhlem náběhu, ocasní plochy ve tvaru T, rotační pumovnice, tandemový podvozek testovaný na upraveném XB-26H Marauder aj.).
Americké letectvo typ velmi zaujal, takže byly objednány rovnou dva prototypy. V únoru 1948 byla dokončena dřevěná maketa letounu. Slavnostní roll-out prototypu (číslo 46-685) proběhl 4. září 1949. Prototyp poprvé vzlétl 27. října 1949, pilotován Patrickem Tibbsem. Druhý prototyp (46-686) jej následoval 17. dubna 1950. Druhý prototyp byl využíván i pro zkoušky zbraňového systému. Během zkoušek byla upravována mechanizace křídla či ocasní plochy, nedostatků však letoun vykazoval překvapivě málo. XB-51 byl hodnocen pozitivně, splňoval zadání a měl velmi dobré letové vlastnosti. Nepřály mu však dobové okolnosti. V době jeho vývoje americké letectvo bojovalo v korejské válce a urychleně hledalo náhradu za pístové bombardéry Douglas A-26 Invader. Proto provedlo porovnávací zkoušky již existujících letounů North American AJ Savage, Avro Canada CF-100 Canuck, English Electric Canberra a Martin XB-51, z nichž sice prototyp XB-51 vyšel velmi dobře, potřeboval však ještě několik let vývoje. Britský bombardér Canberra jej porážel v důležitém kritériu doletu a především představoval okamžitě dostupnou konstrukci, a proto nakonec zvítězil. Jeho americkou licenční výrobu zajišťovala právě společnost Martin pod označením Martin B-57 Canberra. Naopak bombardér XB-51 tím ztratil perspektivu a v jeho dalším vývoji se nepokračovalo.
Oba prototypy XB-51 přesto byly dále používány jako pokusné stroje na Edwardsově letecké základně. Mimo jiné byly užitečné pro vývoj rotační pumovnice a postupů pro bombardování při vysokých rychlostech. Během testů byly oba prototypy zničeny. Druhý prototyp havaroval 9. května 1952 na základně Edwards. Příčinou byla pilotní chyba. Na palubě byl pouze pilot, který zahynul. V té době měl za sebou 193 letů v délce 151 hodin. První prototyp havaroval 25. března 1956 při vzletu z ranveje číslo 22 mezinárodního letiště v El Pasu. Pilot James Otto Rudolph a navigátor Wilbur Robert Savage zahynuli. Dle vyšetřování šlo o pilotní chybu: ztrátu vztlaku způsobenou přetažením při startu. Do svého zničení první prototyp absolvoval 453 letů o délce 432 letových hodin.

## Konstrukce

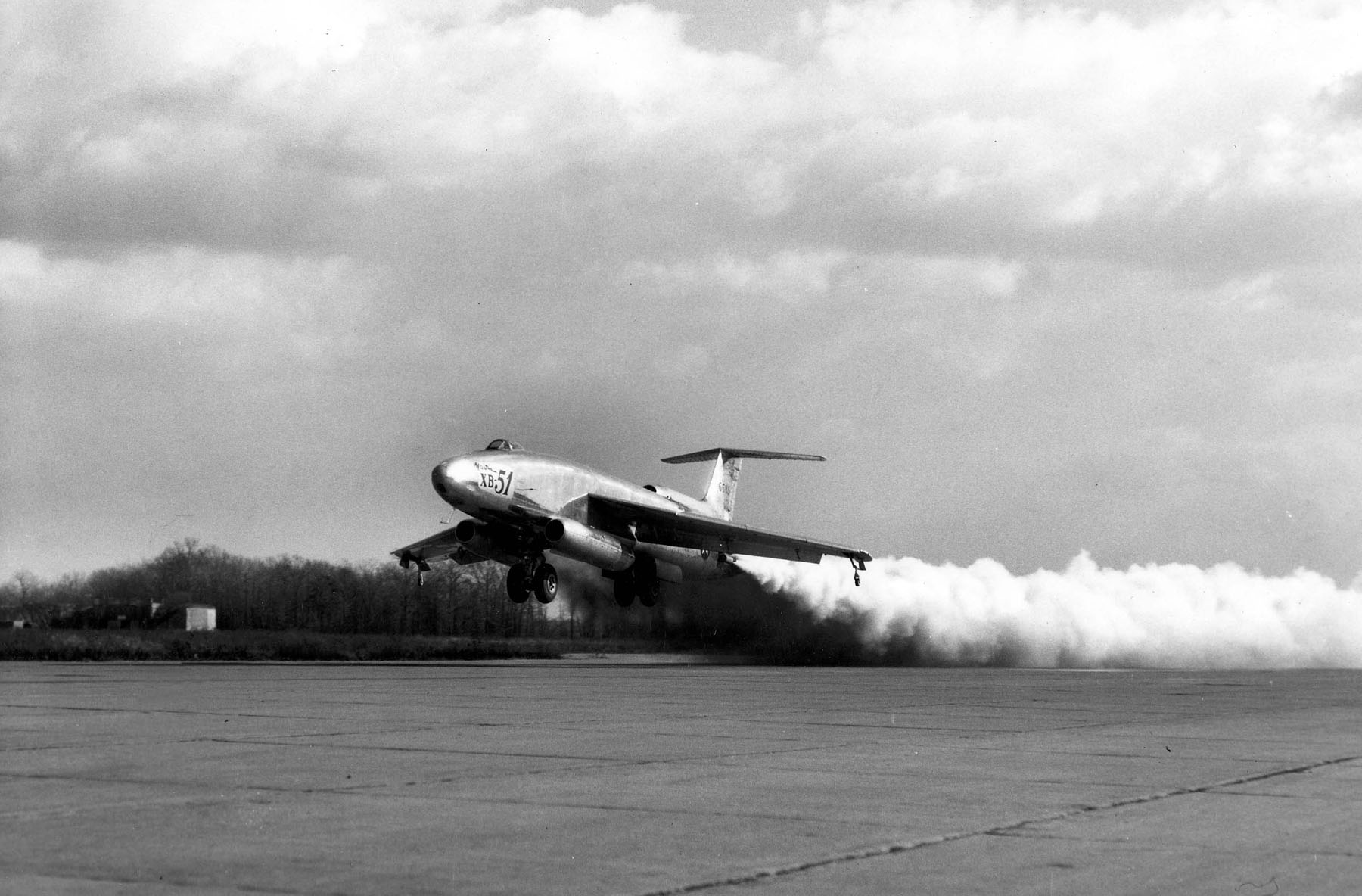
XB-51 při startu s pomocnými raketovými motory

XB-51 byl celokovový dvoumístný trojmotorový středoplošník. Dvoučlennou posádku tvořil pilot a navigátor pracující se systémem SHORAN (Short-range navigation and bombing system). Oba seděli za sebou v přetlakové kabině. Pilot se nacházel vpředu pod kapkovitým překrytem a navigátor byl za ním. Oba měli k dispozici vystřelovací sedadlo Martin M1. Pilota chránil štítek z neprůstřelného skla.
Letoun poháněly tři proudové motory General Electric J47-GE-13. Dva byly podvěšeny na pylonech po stranách trupu a třetí se nacházel v zádi trupu se vstupem vzduchu v kořeni svislé ocasní plochy. V případě potřeby letoun mohl využít i čtyři startovací rakety RATO.

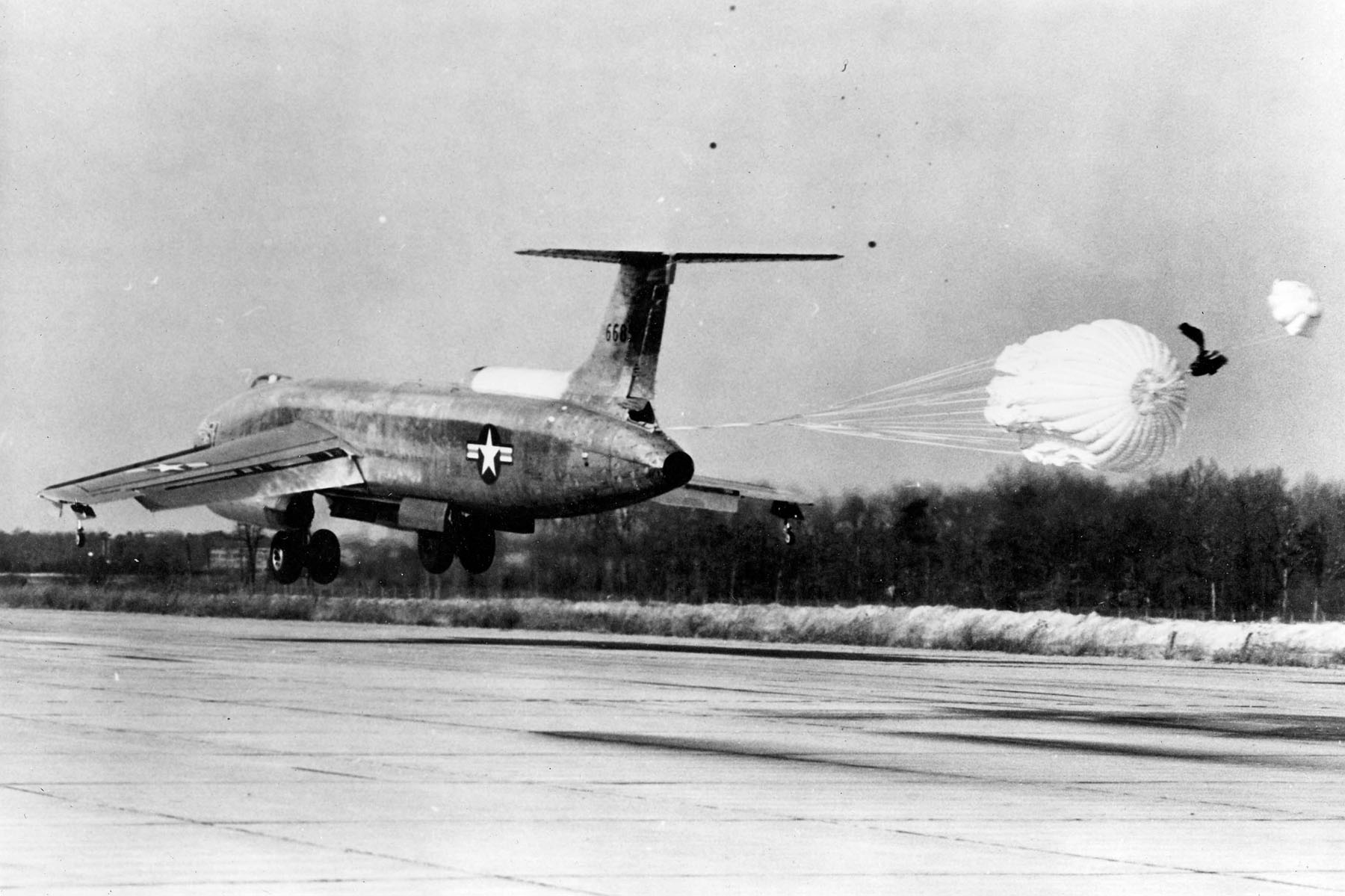
XB-51 přistává s pomocí brzdícího padáku

Zvolené umístění motorů umožnilo použití aerodynamicky čistého, malého a velmi tenkého křídla s úhlem šípu 35° a 2° negativním vzepětím. Křídlo neobsahovalo palivové nádrže a bylo opatřeno rozsáhlou mechanizací. Novinkou byla schopnost měnit jeho úhel náběhu v rozsahu od 3° do 7° (později úspěšně uplatněna u stíhacího letounu Vought F-8 Crusader). Tandemový podvozek tvořily dvě hlavní nohy se zdvojenými koly zatahované do trupu a malá pomocná kola na koncích křídel. Dále byl letoun vybaven odklápěcími brzdicími štíty na bocích trupu a brzdícím padákem.
Novinkou bylo rovněž využití rotační pumovnice, která umožňovala bombardování při vysokých rychlostech. Pumovnice pojmula až 4717 kg pum, nebo osm 127mm neřízených raket HVAR. Výzbroj mohla být nesena i na závěsnících. Pro sériové letouny se počítalo s možností instalace osmi 20mm revolverových kanónů M39 do přídě (160 nábojů na hlaveň). Plánována byla i průzkumná verze.

## Výskyt v kultuře

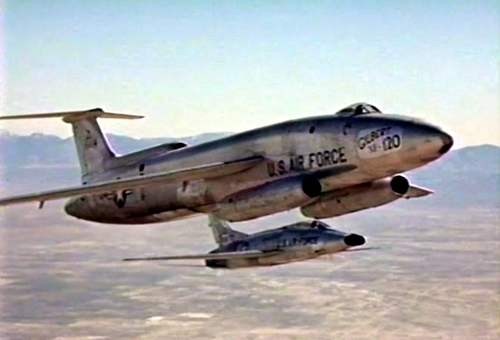
První prototyp XB-51 s označením Gilbert XF-120 na přídi

První prototyp XB-51 vystupuje v americkém filmu Toward the Unknown (režie Mervyn LeRoy) z roku 1956. Ve filmu představuje fiktivní stíhací letoun Gilbert XF-120.

## Specifikace

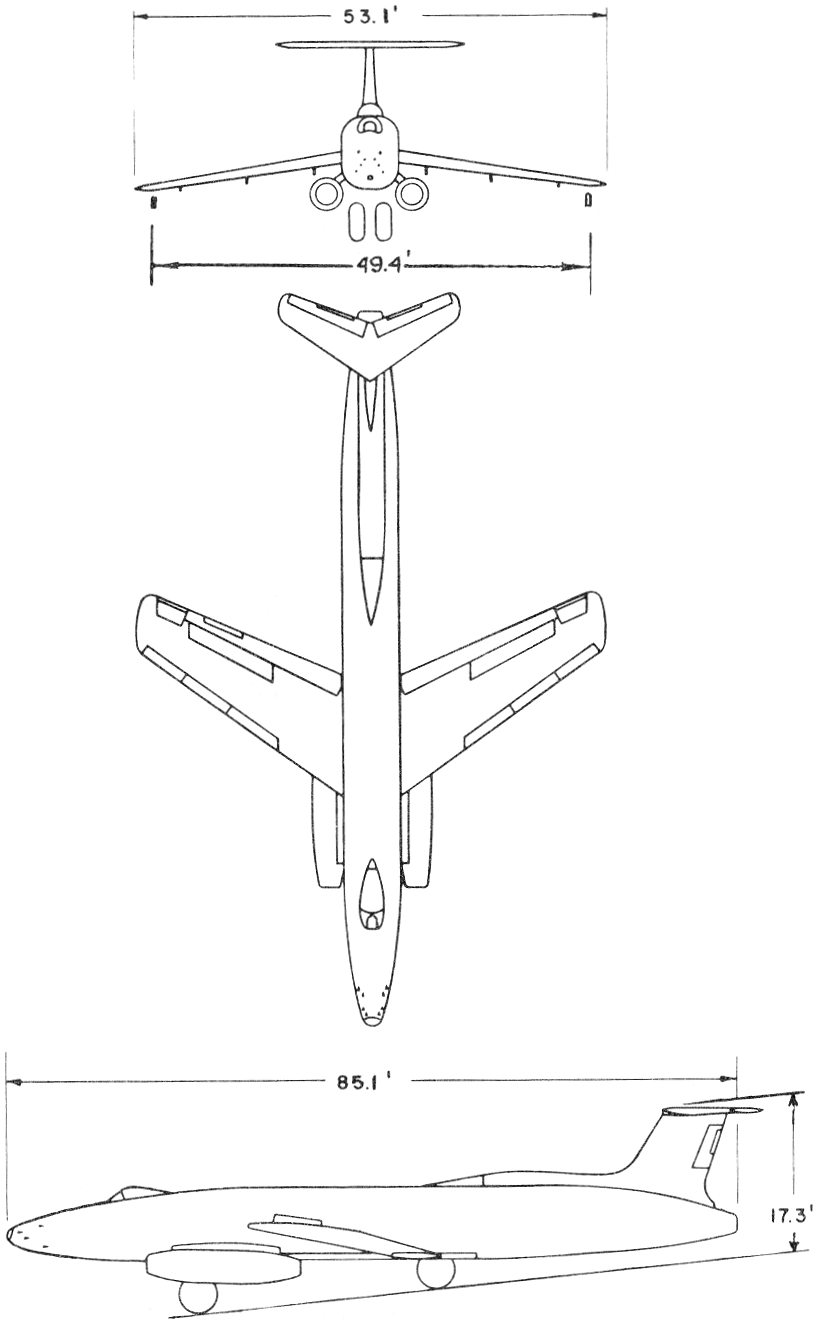
Třípohledový nákres XB-51

Údaje dle

### Technické údaje
- Posádka: 2
- Rozpětí: 16,2 m
- Délka: 25,9 m
- Výška: 5,3 m
- Nosná plocha:
- Hmotnost prázdného letounu: 13 420 kg
- Maximální vzletová hmotnost: 28 330 kg
- Pohonné jednotky: 3 × proudový motor General Electric J47-GE-13
- Výkon pohonné jednotky: 3 × 25 kN

### Výkony
- Maximální rychlost v  m: 1040 km/h (0,85 M[3])
- Cestovní rychlost:
- Dostup: 12 300  m
- Dolet: 1730 km
- Stoupavost: 2128 m/min

### Výzbroj
- 8 × 20mm kanón M39, 160 nábojů na hlaveň
- až 4717 kg výzbroje (pumy, nebo osm 127mm neřízených raket HVAR)